# Paraliochthonius
Paraliochthonius es un género de pseudoscorpiones de la familia Chthoniidae. Se distribuyen por todo el mundo, excepto Sudamérica y la Antártida.

## Especies
Según Pseudoscorpions of the World:
- Paraliochthonius azanius Mahnert, 1986
- Paraliochthonius barrancoi (Carabajal Márquez, García Carrillo & Rodríguez Fernández, 2001)
- Paraliochthonius canariensis Vachon, 1961
- Paraliochthonius carpenteri Muchmore, 1984
- Paraliochthonius cavalensis Zaragoza, Aguin-Pombo & Nunes, 2004
- Paraliochthonius curvidigitatus (Mahnert, 1997)
- Paraliochthonius hoestlandti Vachon, 1960
  - Paraliochthonius hoestlandti hoestlandti
- Paraliochthonius insulae Hoff, 1963
- Paraliochthonius johnstoni (Chamberlin, 1923)
- Paraliochthonius martini Mahnert, 1989
- Paraliochthonius mirus Mahnert, 2002
- Paraliochthonius puertoricensis Muchmore, 1967
- Paraliochthonius setiger (Mahnert, 1997)
- Paraliochthonius singularis (Menozzi, 1924)
- Paraliochthonius superstes (Mahnert, 1986)
- Paraliochthonius takashimai (Morikawa, 1958)
- Paraliochthonius tenebrarum Mahnert, 1989
- Paraliochthonius vachoni Harvey, 2009
- Paraliochthonius weygoldti Muchmore, 1967

## Publicación original
- Beier, 1956: Ein neuer Blothrus (Pseudoscorp.) aus Sardinien, und ueber zwei Pseudoscorpione des westmediterranen Litorals. Fragmenta Entomologica, vol. 2, p. 55-63.